# Palatul Wiesbaden

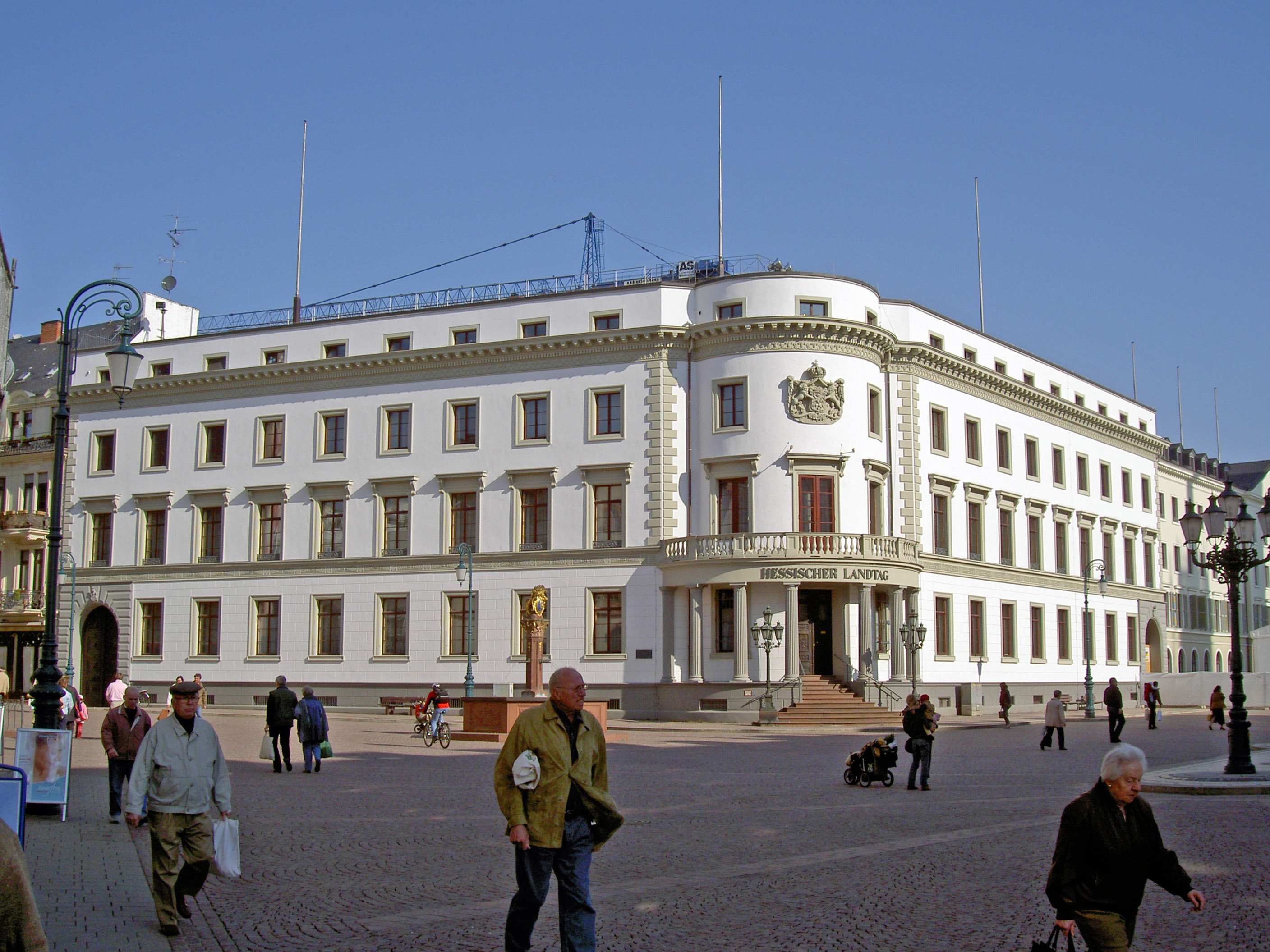
Palatul Wiesbaden

Palatul Wiesbaden (în germană: Wiesbadener Stadtschloss, palatul orășenesc din Wiesbaden) este clădit între anii 1837 - 1847, în stilul clasic, pe locul unei cetăți france,  după planurile arhitectului Georg Moller, servind ca reședință a familiei nobiliare din Casa Nassau. Palatul este situat în centrul orașului Wiesbaden, landul Hessa, Germania. Palatul Wiesbaden are un trecut zbuciumat. În prezent (2010) este sediul landtagului (parlamentului) landului Hessa.